# النظام القضائي في ألمانيا
يتولى وظيفة القضاء في جمهورية ألمانيا الاتحادية القضاة ويلتزمون في أحكامهم بالحق والقانون وحدهما. وفي المحاكم الابتدائية توكل مهام القضاء الطوعي غالبا إلى أخصائيين حقوقيين،  وهم ليسوا قضاة بل موظفون ذوو درجة عالية بوزارة العدل. ويشارك محلفون في عدة فروع للقضاء، حيث يساهمون بوصفهم عارفين بالواقع الحياتي، أي بأمور العمل والعدالة الاجتماعية، في إصدار أحكام تقارب الواقع. إضافة إلى ذلك يعكس هؤلاء جزءا من مسؤولية المواطن المباشرة عن القضاء.
تكون وظيفة وكيل نيابة بشكل أساسي في مجالي القضايا الجنائية وتنفيذ العقوبات، وهم يضطلعون بإدارة التحريات الجنائية في حالة الاشتباه بوقوع جريمة بمساعدة الشرطة التي تخضع في هذه الحالة لإدارة ورقابة النيابة. بعد إنهاء التحريات تقرر النيابة العامة إغلاق ملف التحريات أو رفع الدعوى. ويمثل وكلاء النيابة في المحاكمات جانب الإدعاء. يعمل المحامون في ألمانيا بوصفهم مستشارين مستقلين وممثلين للمدعين في كل المسائل القانونية. وبتمثيلهم لموكليهم أمام المحاكم يشاركون مشاركة جوهرية في عمل القضاء.

## القانون

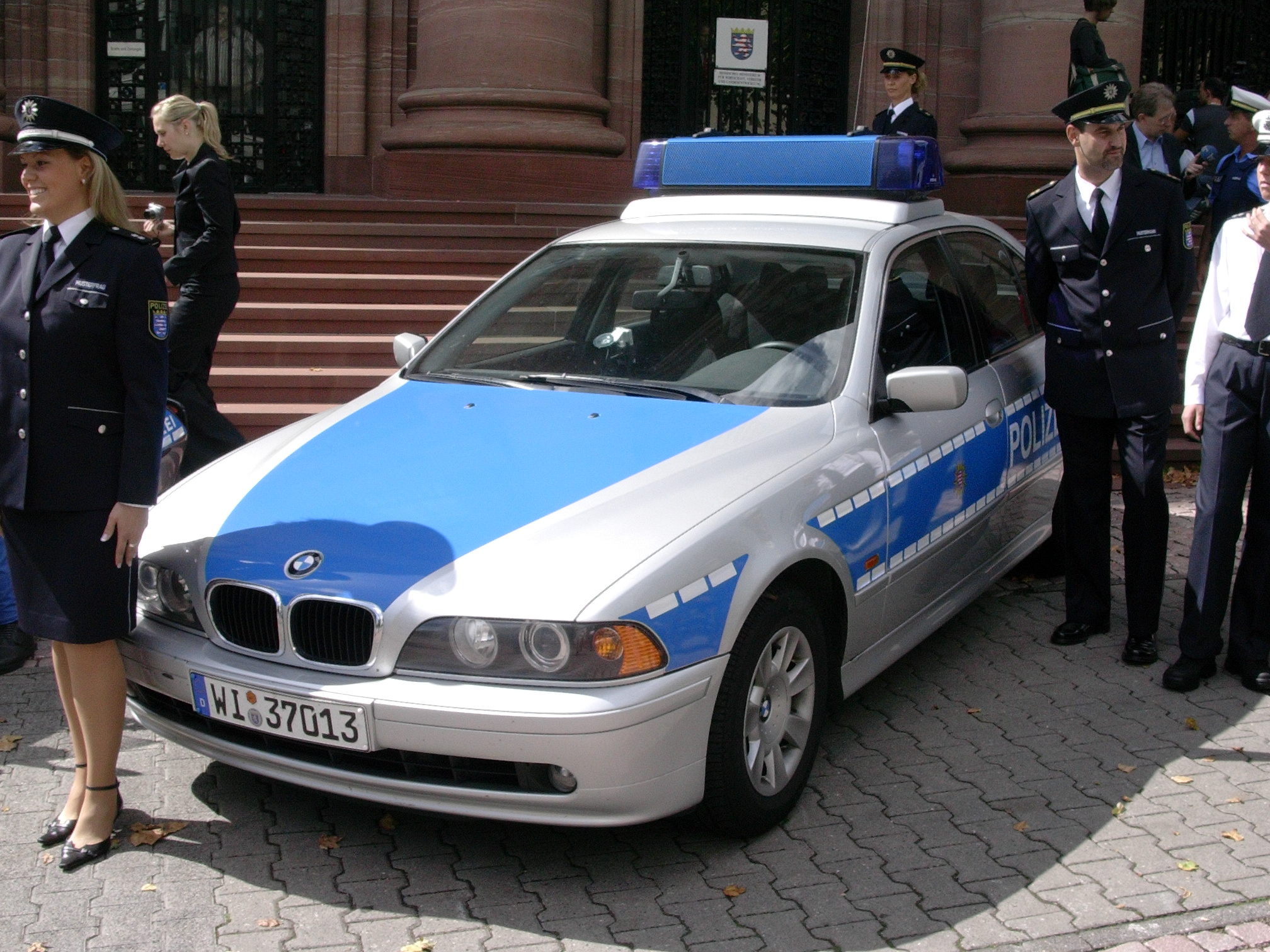
صورة سيارات الشرطة وأفراد الشرطة بالزي الرسمي في ألمانيا

النظام القانوني الألماني هو نظام القانون التي تأسست على مبادئ التي وضعها القانون الأساسي لجمهورية ألمانيا الاتحادية، على الرغم من العديد من أهم القوانين والأنظمة على سبيل المثال معظم من القانون المدني (القانون المدني، أو BGB) وقد وضعت قبل الدستور عام 1949. وهو يتألف من القانون العام (قانون عام)، الذي ينظم العلاقات بين المواطن / الشخص والدولة أو هيئتين للدولة (بما في ذلك القانون الجنائي) والقانون الخاص (القانون الخاص) الذي ينظم العلاقات بين شخصين أو الشركات والقانون الجنائي. فقد كان يخضع لمجموعة واسعة من التأثيرات من القانون الروماني، مثل المدني جوريس كوربوس، للقانون نابليون، مثل قانون نابليون.
يقوم البرلمان الاتحادي بإقرار القوانين وتصدر الحكومة الاتحادية القرارات الحكومية على أساس من القوانين. ويختص النظام القانوني للولايات في المقام الأول بشؤون التعليم المدرسي والجامعي وكذلك بشؤون الصحافة والإذاعة، إلى جانب قوانين الشرطة وقوانين البلديات. تعود جذور النظام القانوني الألماني إلى القانون الروماني الذي تم اعتماده جزئيا، إلى جانب مصادر قانونية عديدة، من المناطق المختلفة. وُضع في القرن التاسع عشر لأول مرة قانون مدني موحد يشمل جميع أرجاء الرايخ الألماني. كما أن قانون الاتحاد الأوروبي والقانون الدولي قد أسهما أيضا في تشكيل النظام القانوني الألماني.

## المحاكم

### المحكمة الدستورية العليا
المحكمة الدستورية العليا هي الرقيب الذي يضمن الالتزام بالقانون الأساسي، وكان سعي واضعي القانون الأساسي إلى تقييد السلطة السياسية للدولة. لذلك قام المجلس البرلماني بإدراج المحكمة الدستورية العليا بكامل اختصاصاتها في القانون الأساسي.
وللمحكمة الدستورية العليا وحدها الحق في تقرير ما إذا كان حزب ما يمثل خطرا على أسس النظام الحر الديمقراطي وبالتالي يعد مخالفا للدستور. في هذه الحالة تأمر المحكمة بحل الحزب، ومن هنا تأتي أهمية التعبير القائل بأن المحكمة الدستورية العليا مسؤولة عن تطبيق النظام الدستوري واستقراره.

### محاكم أخرى
تعدّ محكمة العمل الإتحادية (Bundesarbeitsgericht) من بين المحاكم الخمسة العليا للإتحاد وهي بذلك أعلى درجة يلتجأ إليها المواطن إذا تعلق الأمر بالقضايا التي تدور حول العمل كحق الحصول على الأجرة أو حق الحصول على شهادة معينة بعد انتهاء عقد العمل، يقوم القضاة بالفصل في القضايا المرفوعة ضد الإحكام الصادرة من المحاكم المحلية أو الإقليمية للعمل.
تعدّ المحكمة الإتحادية (Bundesgerichtshof) أعلى درجة في نطاق القضاء القانوني طبقا للنظام الألماني ولا تهتم بمسائل فض النزاعات بين الناس فهذه القضايا من اختصاص القانون المدني والقانون الجزائي التي تعالج في الدرجات السفلى كالمحاكم المحلية والإقليمية والمحاكم الإقليمية العليا. وإلى جانب المراقبة الخاصة تهتم المحكمة بوظيفة الحفاظ على وحدة الأنظمة القضائية.
تختص المحاكم العادية بالقضايا الجنائية والمدنية (مثلا النزاعات حول عقود مدنية كعقود الشراء والإيجار) وتختص المحاكم العادية أيضا بقضايا الزواج والأسرة وكذلك مجالات التقاضي الطوعي (مثل قضايا الوصاية على القصر)، وتمارس المحاكم العادية اختصاصاتها على أربعة مستويات: المحكمة الابتدائية، ومحكمة الولاية، ومحكمة الولاية العليا والمحكمة الاتحادية العليا.
تختص المحاكم الإدارية بكل القضايا العامة المتعلقة بالقانون الإداري، طالما أن القضية ليست من اختصاص المحاكم الاجتماعية أو المالية، أو - استثنائيا- من اختصاص المحاكم العادية، أو إذا لم تكن القضية المتنازع عليها متعلقة بالدستور. وللمحاكم الإدارية ثلاث دوائر اختصاصية.

## وصلات خارجية
- - بوابة ألمانيا العصرية المتعددة اللغات (موقع حكومي)